# Šampanja - Ardeni
Šampanja - Ardeni (francosko Champagne-Ardenne) je bila do leta 2015 severovzhodna francoska regija ob meji z Belgijo. Njeno glavno administrativno mesto je Châlons-en-Champagne, največje in tudi zgodovinsko najpomembnejše pa je mesto Reims. Ime je dobila po zgodovinski pokrajini Šampanji in pogorju Ardenih. Regija od leta 2016 tvori zahodni del nove regije Grand Est. 

## Zgodovina
Zgodovini ozemlja Šampanje-Ardenov lahko sledimo vse do obdobja Rimskega cesarstva. V rimskem času je bilo mesto Reims (Durocortorum) križišče poti in največje poznano mesto severno od Rima. Ko je Julij Cezar osvojil Galijo, je mesto postalo civitas. Iz Durocortorum Remorum je nastala v rimskih časih kratka oblika Remis, iz katere se je razvilo sedanje ime Reims. Postalo je glavno mesto rimske province Belgijska Galija in pomembno prometno križišče. Poleg Auguste Treverorum (današnji Trier) je bila verjetno najbolj naseljeno mesto severno od Alp.
V začetku srednjega veka, za božič leta (496) je škof sv. Remigij v Reimski stolnici krstil frankovskega kralja Klodvika I. Kasneje, v 9. stoletju, je mesto postalo središče kronanja francoskih kraljev, vse do Karla X. leta 1823. 
Približno leta 1000 je reimski nadškof Gerbert d'Aurillac igral pomembno vlogo. Postal je papež pod imenom Silvester II. in je bil prijatelj cesarja Otona III.. Od konca 12. stoletja do 14. stoletja je bila Šampanja zelo bogato območje. Mednarodni pomen so bili sejmi v Lagnyju (v regiji Ile de France), Provins, Troyes in Bar-sur-Aube, ki sta bili na dveh romarskih poteh proti Rimu.
Leta 1871 je bila okolica Sedana prizorišče bitke pri Sedanu, v kateri so pruske čete porazile Napoleona III.. S porazom pa je posledično prenehalo obstojati drugo francosko cesarstvo.
Med prvo svetovno vojno je bila Šampanja prizorišče dveh bitk na Marni: prve 6-9. septembra 1914, druge v letu 1918 in Chemin des Dames (Aisne, pomlad 1917).
Prav tako so bili Ardeni prizorišče bojev med drugo svetovno vojno: prvi leta 1940, ob invaziji Nemčije na Francijo, drugič pa leta 1944, ob ardenski ofenzivi.
Slovesnost sprave med Francijo in Nemčijo je potekala v stolnici v Reimsu. V prisotnosti generala de Gaulla in kanclerja Konrada Adenauerja jo je blagoslavil kardinal François Marty.
Leta 1996 je papež Janez Pavel II. obiskal mesto Reims ob 1500. obletnici krsta Klodvika I. in njegovih vojakov s strani sv. Remigija.
1. januarja 2016 se je regija Šampanja - Ardeni združila z regijama Lorene in Alzacije, da bi tvorila regijo Grand Est (začasno ime do septembra 2016: Alzacija - Šampanja- Ardeni  Lorena).

## Geografija
Regija leži na severovzhodu Francije. Sestavljena je iz štirih departmajev: severnih Ardenov, osrednje Marne in južnih Aube in Gornje Marne. Na vzhodu meji na Loreno, na jugovzhodu na Franche-Comté, na jugu na Burgundijo, na zahodu pa na Île-de-France in Pikardijo.
Glavne reke so Sena, Marna in Aisne, ki vse tečejo proti zahodu. Na večjih rekah so štirje jezovi, ki med drugim varujejo pariško območje pred poplavami Sene. Lac du Der-Chantecoq (tudi na kratko Lac du Der) na Marni zahodno od Saint-Dizierja je največje umetno jezero v Franciji, na Seni pa Lac de la Forêt d'Orient in na Aube Lac du Temple in Lac Amance.

### Največja mesta
Najbolj poseljena mesta v regiji Šampanja - Ardeni so:
| Mesto                | Št. prebivalcev (2016) | Départma    |
| -------------------- | ---------------------- | ----------- |
| Reims                | 183.113                | Marne       |
| Troyes               | 60.640                 | Aube        |
| Charleville-Mézières | 46.682                 | Ardeni      |
| Châlons-en-Champagne | 44.980                 | Marne       |
| Saint-Dizier         | 24.932                 | Haute-Marne |
| Épernay              | 23.084                 | Marne       |
| Chaumont             | 22.367                 | Haute-Marne |
| Sedan                | 16.846                 | Ardeni      |
| Romilly-sur-Seine    | 14.459                 | Aube        |
| Vitry-le-François    | 12.552                 | Marne       |

## Gospodarstvo
V primerjavi z BDP EU v smislu standardov kupne moči je regija v letu 2013 dosegla indeks 94 (EU-27 = 100).
Regija je močno kmetijska, 61,4 % se je uporablja za kmetijske namene. Regija je na prvem mestu v Franciji po proizvodnji ječmena in lucerne, druga po proizvodnji industrijske pese, čebule in graha ter tretja pri proizvodnji pšenice in oljne ogrščice. Vinorodna regija Šampanja goji več kot 28.000 hektarjev vinogradov, proizvodnja šampanjca pa se že več let stalno povečuje. V letu 2012 je bilo prodanih 309 milijonov steklenic šampanjca, od tega je bilo 44 % izvoženih v tujino.
Z industrijskega vidika je regija znana po izdelavi nogavic, pri čemer 25 % vse francoske proizvodnje izdelajo tukaj. Poleg tega je Šampanja - Ardeni tretja največja regija težke industrije v Franciji.

## Kultura in turizem
Regija je še posebej dobro razvita za turizem, ki je predvsem posledica kombinacije zgodovine, kulture in gastronomije. Večina obiskovalcev se zanima za zgodovino šampanjskih hiš poleg zgodovinskih mestnih središč. Pot šampanjca je odličen način, da se dobi pregled nad regijo in njenimi posebnostmi. Območja, ki jih je treba obiskati, se razlikujejo po kulturnih in gastronomskih značilnostih. Gostom je na voljo več kot 290 priznanih turističnih hotelov z 8000 sobami ali 150 gostišči. Regija ponuja 19 muzejev, 92 kinematografov, 16 gledališč in 10 igrišč za golf. Turisti lahko uporabljajo več kot 650 km vodnih poti in 8 umetnih jezer, vključno z Lac du Der-Chantecoq, največjim v Franciji.
Vinogradi, vinarne in vinske kleti v Šampanji (Champagne hillsides, houses and cellars) je ime za več mest v francoski vinski regiji Šampanji, ki so bila leta 2015 vpisana na seznam Unescove svetovne dediščine zaradi zgodovinskih vezi s proizvodnjo in prodajo šampanjca. Ta mesta so:
- Zgodovinski vinogradi Hautvillers, Aÿ in Mareuil-sur-Aÿ
- Saint-Nicaise Hill v Reimsu
- Avenue de Champagne in Fort Chabrol v Épernayu